# Józef Franciszek Bliziński
Józef Franciszek Bliziński herbu Korczak (ur. 10 marca 1827 w Warszawie, zm. 29 kwietnia 1893 w Krakowie) – polski dramaturg i komediopisarz pozytywistyczny. Purysta językowy. Jest uważany, obok Michała Bałuckiego, za spadkobiercę komedii fredrowskiej.  

## Życiorys
Był synem Augustyna Franciszka Blizińskiego h. Korczak (ur. 1796) i arystokratki Marianny Heleny Zakrzewskiej h. Ogończyk (ur. 1799). W młodzieńczych latach często bywał na Kujawach. Przyjeżdżał z rodzicami do kuzynostwa Konstancji i Ignacego Zakrzewskiego herbu Pomian – właścicieli dóbr ziemskich Chocenia i Bodzanówka (1842). Trzy lata później, po śmierci w 1845 r. ich córki – jedynaczki, Marianny Zakrzewskiej (ur. 1784), jako nieletni odziedziczył na mocy testamentu tamtejsze dobra Choceń (dzisiejsze kujawsko-pomorskie). Został dziedzicem, chociaż nie na długo, bo wkrótce tytuł własności przepisał na matkę. Mieszkał w Choceniu do 1854 r. Lata szkolne spędził w Warszawie. Tam też uczęszczał na kursy prawne. W powstaniu styczniowym w 1863 r. stracił brata, a sam trafił do więzienia.
Kujawy opuścił w 1873, kiedy przeprowadził się ponownie na trzy lata do Warszawy, gdzie brał czynny udział w życiu towarzyskim i kulturalnym miasta. W latach 1876–1888 prowadził gospodarstwa w Sanockiem. W 1876 otrzymał majątek w Bóbrce jako wiano, biorąc ślub z Pelagią z Sokołowskich h. Pomian (ur. ok. 1840) i zamieszkał tam we dworku (obecnie jest zalany wodami Jeziora Myczkowskiego). Z Pelagią miał syna – Alfonsa Blizińskiego. Przyjaźnił się z Oskarem Kolbergiem, z którym prowadził ożywioną korespondencję, gdyż Kolberg przebywał także w Choceniu i Bodzanówku oraz w Bóbrce, prowadząc studia etnograficzne. W związku z nietrafionymi inwestycjami w wydobycie ropy naftowej Bliziński popadł w kłopoty finansowe i po 12 latach niepowodzeń, w 1888 r., wyjechał do Krakowa, gdzie osiedlił się i przebywał do śmierci 29 kwietnia 1893.  Pochowany na cmentarzu Rakowickim w Krakowie (kw. RB, pas zachodni).

## Twórczość
Działalność literacką rozpoczął w okresie studenckim. Debiutował w 1860 wierszowaną komedią Imieniny (przeróbka Konkurentów powstałych w 1859) opublikowaną w „Gazecie Codziennej”. Z czasopismem tym współpracował również w późniejszych latach, publikując w nim materiały etnograficzne. W 1877 otrzymał pierwszą nagrodę w krakowskim konkursie dramatycznym za komedię Pan Damazy.
Akcja sztuk Blizińskiego rozgrywała się najczęściej w środowisku wiejskiej szlachty. W Imieninach opisał przywary środowiska wiejskiego, ziemiaństwa i szlachty – poczesne miejsce zajął w niej „handel panną”. Podobnie w Dziwolągach (1876) przedstawił humorystyczny obraz środowiska ziemiańskiego. Najbardziej dojrzałe artystycznie były późniejsze komedie: Pan Damazy (1877) i Rozbitki (1881). W Rozbitkach ukazana została degradacja ziemiaństwa, jego rozrzutność, kłótliwość, a z drugiej strony – arystokratyczny snobizm mieszczaństwa. Motywy komiczne uległy w tych sztukach ograniczeniu, a obok nich pojawiły się wątki traktowane serio. Bohaterowie stali się bardziej skomplikowani psychologicznie (np. w Rozbitkach). Inni, chociaż traktowani humorystycznie, pokazywani byli z sympatią, np. tytułowy Pan Damazy – przedstawiciel cnót staroszlacheckich, szorstki i porywczy, ale jednocześnie uczciwy i dobry – czy młody adept pozytywizmu. Sztuki te zbliżały się do tzw. komedii społecznej, czyli odnoszącej się do ważnych zjawisk społecznych.
Bliziński był też etnografem, badał język ludowy, obyczaje, stroje. Przyjaźnił się z Oskarem Kolbergiem, którego uwiecznił w postaci Heliodora w Marcowym kawalerze, będącym pożegnalnym akcentem wsi kujawskiej. Na podstawie utworu powstał w 1980 roku spektakl teatralny w reżyserii Józefa Słotwińskiego, z Mieczysławem Czechowiczem w roli tytułowej. Jego dorobek ulegał licznym przeobrażeniom wraz z przemianami ekonomicznymi ówczesnej Polski (rozwój kapitalizmu, deklasacja ziemiaństwa i alians bogatych mieszczan z arystokracją rodową) – Rozbitki.

## Bliziński jako purysta językowy
Józef Bliziński jest też autorem pracy propagującej czystość języka polskiego i walkę z wyrazami obcymi. Rozprawka Blizińskiego Barbaryzmy i dziwolągi językowe liczy 79 stron. Zostały w niej opisane 163 zapożyczenia (głównie galicyzmy i latynizmy) i 15 „dziwolągów językowych” (wyrazy o nieznanym pochodzeniu). Do wyrazów obcego pochodzenia autor podaje propozycje odpowiedników rodzimych (spolszczeń), a również pochodzenie wyrazu obcego, konteksty użycia, źródła (najczęściej czasopisma). Często używa pejoratywnych określeń wobec opisywanych zapożyczeń. Autor krytykuje używanie latynizmów i galicyzmów, w mniejszym natomiast stopniu zapożyczeń z języka niemieckiego i rosyjskiego, czyli germanizmów i rusycyzmów.
Przykłady:
Séjour. Znowu wyraz francuzki, w śmieszny i pretensjonalny sposób używany w prasie galicyjskiej zamiast polskiego pobyt albo przebywanie, przemieszkiwanie. „Najj. Państwo powrócą dnia 31 b.m. z Bawarji do Wiednia, w tym dniu otwarty zostanie séjour w Schönbrunnie.” Czas 1888, 196, 1.
Auspicje. Wyraz łaciński „auspicium”, z polskim zakończeniem w l. mn. zamiast wybornych naszych: wieszczba, wieszczenie, wróżba. „Osłabienie znikło, apatja opuściła, rwałem się do dalszej pracy i … pod najszczęśliwszemi auspicjami pożegnałem moich najdroższych”. G. Iwow. 1885.123.2

### Ważniejsze utwory
- Imieniny (1860)
- Przezorna mama (1871)
- Marcowy kawaler (1873)[8]
- Chleb ludzi bodzie (1875)
- Dziwolągi (1876)[9]
- Pan Damazy (1877)
- Rozbitki (1881)
- Szach i mat (1885)
- Barbaryzmy i dziwolągi językowe (1888)
- Dzika różyczka[10]
- Komedie[11]
- Listy